# The Itchy & Scratchy & Poochie Show
«The Itchy & Scratchy & Poochie Show» (с англ. — «Шоу Щекотки, Царапки и Лайки») — четырнадцатый эпизод восьмого сезона мультсериала «Симпсоны». Впервые вышел в эфир 9 февраля 1997 года.

## Сюжет
Очередная серия «Щекотки и Царапки» сильно снижает рейтинг программы Красти, поэтому клоун предлагает Роджеру Майерсу придумать что-нибудь новенькое, дабы поднять рейтинги. Тот устраивает тайный опрос среди Барта, Лизы и их друзей, но ничего путного они не предлагают, за исключением Лизы, которая считает, что мультфильму нужен новый герой. Майерс решает, что это должна быть собака (ведь кот и мышь в мультфильме уже есть). Собаку называют Лайкой, а на прослушивании почетная роль озвучивать Лайку досталась Гомеру Симпсону.
Гомер приступает к работе и знакомится с Джун Беллами, актрисой, озвучивающей Щекотку и Царапку. Новый герой Лайка быстро вызывает ажиотаж среди горожан и на премьеру первой серии «Шоу Щекотки, Царапки и Лайки» к Гомеру пришли все его друзья. Но мультфильм не понравился никому, кроме Гомера.
Красти и продюсеры в ярости. Они решают убить Лайку по сюжету. Гомер случайно узнает об этом и решительно отказывается от такого финала. Он сам пишет свой трогательный и поучительный текст, который задевает всех продюсеров. Но, несмотря на это, во время показа мультфильма голос Лайки специально монтируют и изменяют так, чтобы он погиб (Красти и продюсеры знали, что такой текст погубит не только шоу, и решили перехитрить так, чтобы все было нормально и никто из реальных людей не пострадал от такого текста). Гомер расстроен, но довольно быстро забывает о горьком опыте, а Барт с Лизой довольны, что Щекотка и Царапка снова вернулись к истокам.